# باشگاه فوتبال دوین آرتاشات
باشگاه فوتبال دوین آرتاشات (ارمنی: Ֆուտբոլային Ակումբ Դվին Արտաշատ؛ انگلیسی: FC Dvin Artashat) یک باشگاه فوتبال در شهر آرتاشات و در استان آرارات کشور ارمنستان می‌باشد که در لیگ برتر فوتبال ارمنستان و لیگ دسته اول فوتبال ارمنستان بازی می‌کرد. زمین خانگی این باشگاه ورزشگاه شهر آرتاشات بود.

## تاریخچه
این باشگاه در سال ۱۹۸۲ میلادی با نام اُلیمپیا آرتاشات (ارمنی: Օլիմպիա Արտաշատ) تأسیس شد. پس از استقلال ارمنستان، این باشگاه با نام اف‌سی آرتاشات (ارمنی: Արտաշատ ՖԱ) در بین سال‌های ۱۹۹۲ و ۱۹۹۳ در مسابقات داخلی شرکت نمود. در سال ۱۹۹۵، این باشگاه به باشگاه فوتبال دوین آرتاشات() تغییر نام داد. با این حال، پس از فصل ۱۹۹۹ لیگ برتر فوتبال ارمنستان، این باشگاه منحل شد و در حال حاضر در سطح فوتبال حرفه‌ای فعالیتی ندارد.

## آمار لیگ
| اتحاد شوروی (۱۹۸۲ – ۱۹۹۱)       |                        |     |      |     |       |      |        |          |     |        |      |
| فصل                             | دسته                   | سطح | بازی | برد | تساوی | باخت | گل زده | گل خورده | +/- | امتیاز | مکان |
| ۱۹۸۲                            | لیگ دسته دوم - منطقه ۹ | ۳   | ۳۲   | ۴   | ۸     | ۲۰   | ۳۳     | ۶۷       | -۳۴ | ۱۶     | ۱۶.  |
| ۱۹۸۳                            | لیگ دسته دوم - منطقه ۹ | ۳   | ۳۲   | ۵   | ۶     | ۲۱   | ۲۹     | ۶۶       | -۳۷ | ۱۶     | ۱۷.  |
| ۱۹۸۴                            | لیگ دسته دوم - منطقه ۹ | ۳   | ۳۲   | ۳   | ۲     | ۲۷   | ۲۶     | ۸۲       | -۵۶ | ۸      | ۱۷.  |
| ...                             |                        |     |      |     |       |      |        |          |     |        |      |
| ارمنستان (۱۹۹۲ – ۱۹۹۹)          |                        |     |      |     |       |      |        |          |     |        |      |
| فصل                             | دسته                   | سطح | بازی | برد | تساوی | باخت | گل زده | گل خورده | +/- | امتیاز | مکان |
| ۱۹۹۲                            | لیگ دسته اول           | ۲   | ۱۰   | ۴   | ۰     | ۶    | ۱۶     | ۲۶       | -۱۰ | ۸      | ۴.   |
| ۱۹۹۳                            | لیگ دسته اول - گروه A  | ۲   | ۲۲   | ۱۴  | ۵     | ۳    | ۵۶     | ۲۲       | +۳۴ | ۳۳     | ۲.   |
| باشگاه در سال ۱۹۹۴ غیرفعال بود. |                        |     |      |     |       |      |        |          |     |        |      |
| ۱۹۹۵/۹۶                         | لیگ دسته اول           | ۲   | ۲۲   | ۷   | ۳     | ۱۲   | ۳۴     | ۵۰       | -۱۶ | ۲۴     | ۹.   |
| ۱۹۹۶/۹۷                         | لیگ دسته اول           | ۲   | ۲۲   | ۱۵  | ۵     | ۲    | ۵۴     | ۱۸       | +۳۶ | ۵۰     | ۱.   |
| ۱۹۹۷                            | لیگ برتر               | ۱   | ۱۸   | ۱   | ۴     | ۱۳   | ۱۶     | ۵۲       | -۳۶ | ۷      | ۹.   |
| ۱۹۹۸                            | لیگ برتر               | ۱   | ۲۰   | ۸   | ۵     | ۷    | ۴۱     | ۳۶       | +۵  | ۲۹     | ۷.   |
| ۱۹۹۹                            | لیگ برتر               | ۱   | ۳۲   | ۲   | ۲     | ۲۸   | ۲۰     | ۱۱۶      | -۹۶ | ۸      | ۸.   |

## یادداشت
1. ↑  Olympia Artashat
2. ↑  FC Artashat
3. ↑  FC Dvin Artashat